# Friedrich Kreß von Kressenstein
Friedrich svobodný pán Kreß von Kressenstein (24. dubna 1870 Norimberk – 16. října 1948 Mnichov) byl pruský generál v německé císařské armádě. Za první světové války byl součástí německé vojenské mise v Osmanské říši. Zúčastnil se bojů na Sinaji v Palestině a na kavkazské frontě.
Friedrich pocházel ze šlechtické rodiny. Po absolvování gymnázia a vojenské školy v Mnichově vstoupil do bavorské armády. Před světovou válkou se zúčastnil německé vojenské mise v Osmanské říši, kterou vedl Otto Liman von Sanders. Po vypuknutí konfliktu se Friedrich Kreß von Kressenstein stal velitelem štábu armády Džamala Paši. Naplánoval osmanský útok na Brity ovládaný Suezský kanál přes Sinajskou poušť. Po odražení tohoto výpadu zorganizoval a stál v čele druhé osmanské ofenzívy ve směru na Suez, která však byla rovněž odražena po porážce v bitvě u Romani. V roce 1917 velel při dvojí úspěšné obraně Gazy, za což byl odměněn řádem Pour le Mérite. V polovině roku 1918 byl převelen na Kavkaz, kde po kolapsu Ruska a rychlém postupu Osmanů hájil v čele 3 000 mužů německé zájmy v Gruzii. Armádu opustil v roce 1929 a zemřel v roce 1948. Mezi jeho vyznamenání patří např. Pour le Mérite nebo Vojenský řád Maxe Josefa, dále Osmanský Železný půlměsíc, Řád Medžidie a Vojenský záslužný kříž (Rakousko) .